# Anelasmocephalus tenuiglandis
Anelasmocephalus tenuiglandis is een hooiwagen uit de familie kaphooiwagens (Trogulidae). De wetenschappelijke naam van Anelasmocephalus tenuiglandis gaat terug op J. Martens & C. Chemini.